# Bud Ekins
James Sherwin Ekins, conegut com a Bud Ekins   (Hollywood, 11 de maig de 1930 - Los Angeles, 6 d'octubre de 2007), va ser un especialista de cinema nord-americà, considerat un dels més reeixits de la indústria cinematogràfica dels Estats Units. Dins el seu currículum hi ha aparicions en pel·lícules clàssiques com ara La gran evasió (The Great Escape, 1963) i Bullitt (1968). Com a doble de Steve McQueen a The Great Escape va fer una de les acrobàcies amb motocicleta més famoses que s'hagin vist mai en una pel·lícula, quan, a la llarga seqüència de la fugida, el protagonista salta la tanca del camp de concentració amb la moto. Com a reconeixement a la seva tasca com a especialista, Ekins va ser incorporat al Stuntmen's Hall of Fame.
Bud Ekins va ser també un consumat pilot de motociclisme fora d'asfalt, tant en competicions de motocròs com d'enduro, i va ser un dels pioners de les curses de desert. Com a reconeixement als seus èxits va ser incorporat a l'Off-Road Motorsports Hall of Fame el 1980, a l'AMA Motorcycle Hall of Fame el 1999 i al Motorsports Hall of Fame of America el 2024.

## Biografia

### Pilot de motociclisme
Nascut a Hollywood, Ekins va començar a conduir motocicletes fora d'asfalt diàriament als turons que hi ha dalt de casa seva. Com a resultat de tanta pràctica va esdevenir un motociclista de gran talent i va començar a participar en curses locals de fora d'asfalt el 1949. A mitjan dècada del 1950, Ekins era el millor corredor de scrambles i curses de desert del sud de Califòrnia. Durant aquella època va guanyar set campionats AMA del Districte 37 de Califòrnia.
Els seus èxits en competició van fer que Matchless li oferís l'oportunitat de competir contra els millors pilots de motocròs del món al primer Campionat d'Europa, convocat el 1952. Tot i haver de córrer en circuits enfangats i molt més durs d'allò a què estava acostumat, va aconseguir la llicència sènior i va acabar la temporada en quinzè lloc.
El 1955, Ekins va guanyar el Catalina Grand Prix i el 1959 va esdevenir el tercer a haver guanyat tres vegades la prestigiosa cursa de desert Big Bear, una prova de Hare & Hound que en aquells moments era l'esdeveniment de fora d'asfalt més gran del país. La seva victòria al Big Bear el 1959 va ser especialment notable pel fet que va punxar una roda i se li va trencar la llanda mentre liderava la cursa, a la meitat del recorregut de 153 milles. Després que el seu equip de mecànics hagués reparat el pneumàtic i la roda, Ekins va reprendre la cursa i va recuperar el lideratge, que ja no va abandonar fins a guanyar-la amb 30 minuts d'avantatge sobre els segon.
A mitjan dècada del 1960, Bud Ekins regentava un concessionari de motocicletes Triumph a Sherman Oaks, prop de Hollywood, que va esdevenir centre de trobada per a molts joves actors de cinema, com ara Steve McQueen, Paul Newman i Clint Eastwood. Ekins va ajudar a McQueen a aprendre tècniques de pilotatge fora d'asfalt i l'actor va esdevenir un consumat pilot de motociclisme.
Durant la seva etapa com a pilot, Ekins va representar els Estats Units als Sis Dies Internacionals (ISDT). Va ser justament en la modalitat de l'enduro on va assolir el seus principals èxits. Al llarg dels set anys que va participar en els ISDT durant la dècada del 1960, va arribar a guanyar quatre medalles d'or i una d'argent. Entre d'altres, va guanyar-ne una d'or a l'edició de 1962, celebrada a Garmisch-Partenkirchen, aleshores a l'Alemanya Occidental. A l'edició de 1964, celebrada a Erfurt, a l'antiga RDA, va formar part de l'equip dels Estats Units que integraven també el seu germà Dave, John Steen, Cliff Coleman i Steve McQueen. Al costat de l'actor, va pilotar-hi una Triumph TR6 Trophy 650cc, la mateixa que va pilotar el 1965 a l'illa de Man. Aquest fou també el model de motocicleta que, degudament camuflada per tal de semblar una moto de guerra alemanya, va aparèixer a la famosa escena de The Great Escape el 1963.
Ekins va col·laborar en els inicis de les curses de desert el 1962, quan va suggerir al seu germà Dave una ruta que recorria gairebé tota la península de la Baixa Califòrnia, a Mèxic, sortint de Tijuana i arribant a La Paz. Dave Ekins i Bill Robertson Jr. van conduir una motocicleta per aquella ruta en un temps total de 39 hores i 48 minuts, establint així el rècord de Tijuana a La Paz. Aquest rècord de velocitat va suposar un repte per a altres pilots, tant de motocicletes com de vehicles de quatre rodes. Un dels que va intentar batre'l va ser Ed Pearlman, qui més tard va decidir d'organitzar una cursa anual a la zona que es va conèixer amb el nom de Baja 1000. A més, Bud Ekins va participar en moltes de les primeres edicions de curses d'aquesta mena, com ara la Mint 400 i la Stardust 7-11 de Las Vegas, Nevada.
A més de córrer en motocicletes, Ekins va córrer amb vehicles tot terreny de quatre rodes. Al costat de Steve McQueen va córrer a la primera Baja 500 el 1969 i posteriorment va guanyar la general. Va treballar amb Vic Hickey durant cinc anys, ajudant-lo a construir el vehicle de competició Baja Boot, i hi va córrer tres curses amb el suport de Steve McQueen i Drino Miller.

### A la indústria cinematogràfica

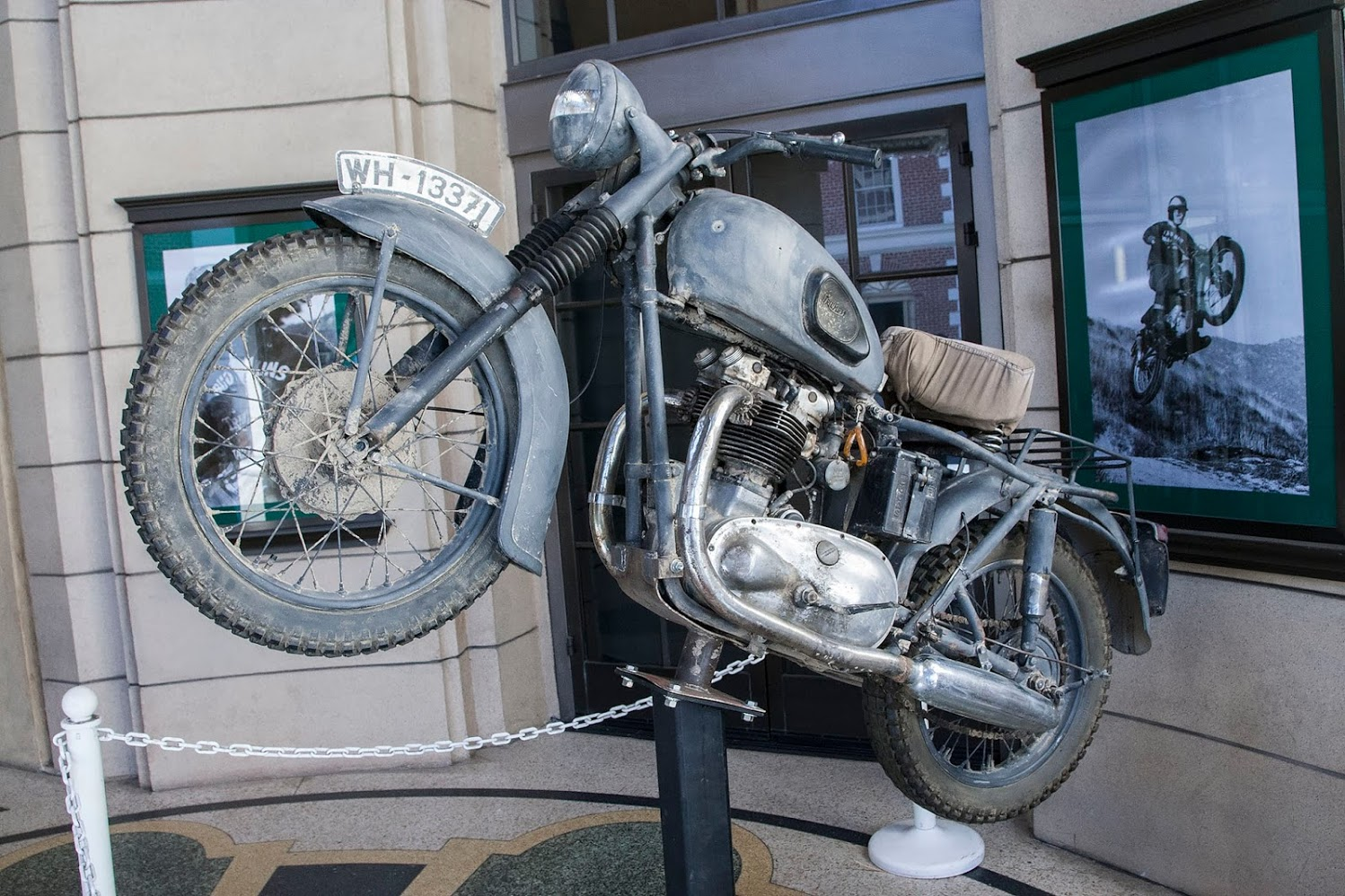
Rèplica de la motocicleta emprada per Ekins a l'escena de The Great Escape

Gràcies a la seva relació amb Steve McQueen, Ekins va començar a treballar de doble de cinema. Entre altres treballs, és especialment recordat per l'escena del salt de la tanca amb la moto (una Triumph Trophy TR6 camuflada) a The Great Escape i per haver estat un dels dobles que va conduir el Ford Mustang 390 GT a la persecució de cotxes de Bullitt, una escena filmada als carrers de San Francisco que és considerada una de les més influents de la història del cinema.
Ekins també va coordinar els especialistes del popular programa de patrulles de policia en motocicleta de la dècada del 1970 CHiPs. Amb els anys, Bud Ekins va esdevenir un dels millors especialistes de Hollywood. La seva carrera al cinema va durar 30 anys i es va retirar un cop passada llargament la seixantena. A més, durant la dècada del 1990 va aparèixer en pel·lícules i sèries de televisió com a actor. Se'l pot veure a pel·lícules com ara Pacific Heights (1990), Mac and Me (1988), la franquícia The Karate Kid (estrenada el 1984), The Specialist (1994) i Vegas Vacation (1997).

### Retirada
Després de retirar-se de la indústria cinematogràfica, Ekins va continuar gestionant la seva botiga de motocicletes a Sherman Oaks, on es podia admirar la seva impressionant col·lecció de motocicletes d'època (durant la dècada del 1980, Ekins s'havia convertit en un dels principals col·leccionistes de motos d'època del país).

## Filmografia i treballs com a especialista de televisió
Font:
- The Great Escape (1963)
- The Cincinnati Kid (1965)
- Angels from Hell (1968)
- Speedway (1968)
- Bullitt (1968)
- Then Came Bronson (pel·lícula de 1969 titulada "And Then Came Bronson" i sèrie de TV de 1969-1970)
- Flap (1970)
- Chrome and Hot Leather (1971)
- Diamonds Are Forever (1971)
- The Thing with Two Heads (1972)
- Electra Glide in Blue (1973)
- Earthquake (1974) (especialistes en motocicleta)
- The Towering Inferno (1974)
- The Front Page (1974)
- Race with the Devil (1975)
- Death Scream (1975)
- Dixie Dynamite (1976), una pel·lícula on apareixia també Steve McQueen en un paper fora de crèdits
- Scorchy (1976)
- Sorcerer (1977)
- Return from Witch Mountain (1978)
- Animal House (1978)
- Movie Movie (1978)
- Fast Charlie... the Moonbeam Rider (1979)
- 1941 (1979)
- The Blues Brothers (1980)
- Megaforce (1982)
- Jekyll and Hyde... Together Again (1982)
- City Heat (1984)
- Black Moon Rising (1986)
- Extreme Justice (1993)
- The Ransom of Red Chief (1998)